# 바이올린 협주곡 (시벨리우스)
《바이올린 협주곡 라단조 작품번호 47》은 장 시벨리우스가 1904년에 작곡한 작품으로, 1905년에 개정했다. 시벨리우스의 유일한 협주곡이다.

## 악기 편성
- 독주 바이올린
- 관현악: 플루트2, 오보에2, 클라리넷2, 바순2, 호른4, 트럼펫3, 트롬본3, 팀파니, 현악 5부

## 악장 구성
- 1악장 - 알레그로 모데라토 (라단조)
- 2악장 - 아다지오 (내림 장조)
- 3악장 - 알레그로 (라장조)